# Aura Buzescu

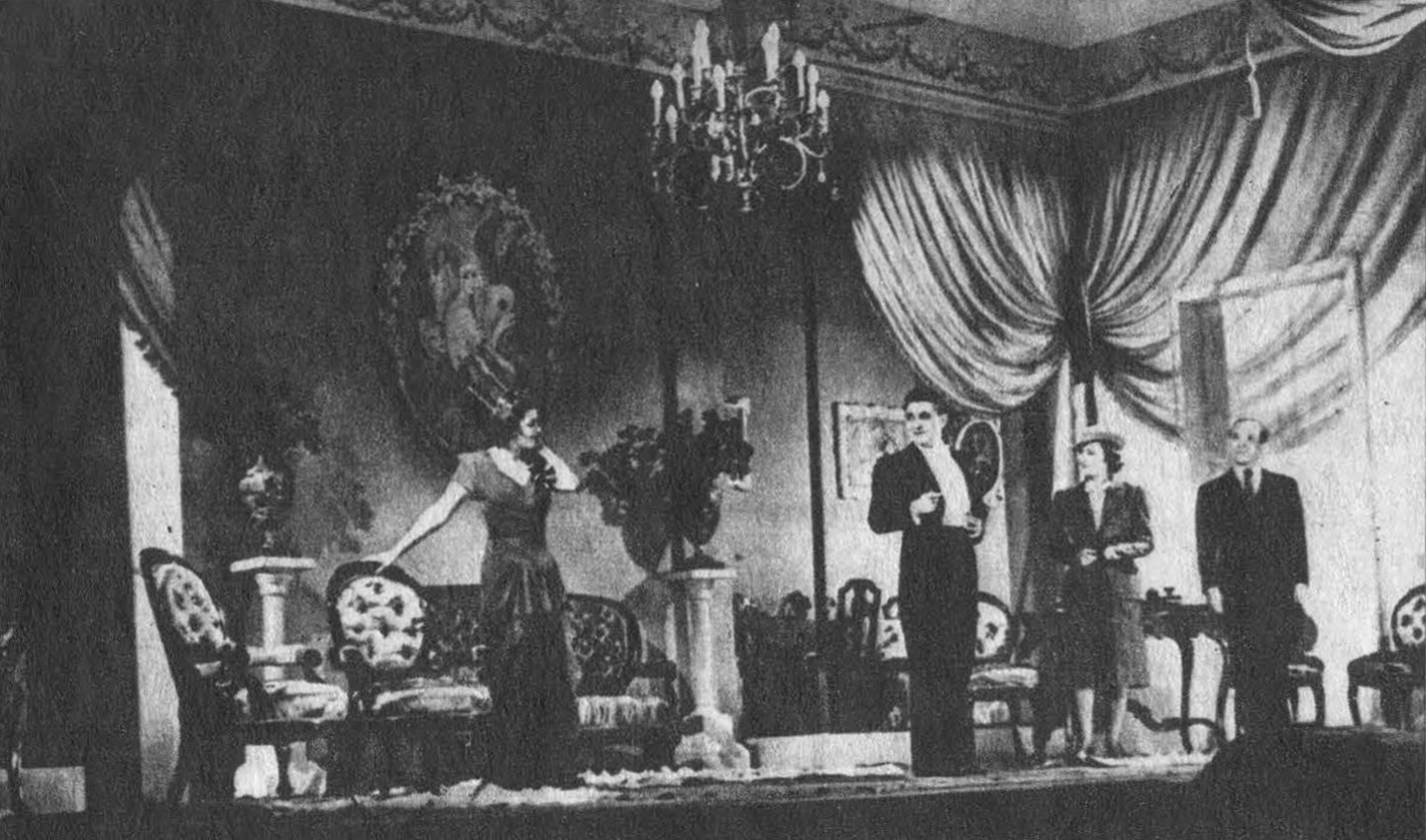
Elvira Godeanu, George Vraca, Aura Buzescu și V. Valentineanu în Marșul nupțial de Henry Bataille, 1942.

Aura Buzescu (nume de fată: Aura Almăjan n. 26 august 1894, Caransebeș – d. 22 decembrie 1992, București) a fost o actriță de teatru și regizoare română. A regizat, printre altele, piesele Bălcescu de Camil Petrescu (1955) și Citadela sfărâmată de Horia Lovinescu (1955).

## Biografie
După ce a studiat cu Lucia Sturdza-Bulandra, a debutat artistic în 1914, la Compania Bulandra. În stagiunea 1917-1918 a jucat rolul Ecaterinei Ivanova din Frații Karamazov, de Jacques Croué, după Dostoievski.
A lucrat după Primul Război Mondial la Compania Excelsior. Aici a jucat în La Glue de Jean Richepin, Fecioara rătăcită de Henri Bataille în stagiunea 1919-1920, Tatăl de August Strindberg.
În anii 1950 a fost profesoară la „Institutul de Artă Teatrală și Cinematografică I.L. Caragiale” din București, unde i-a avut ca studenți printre alții pe Mircea Albulescu, Gina Patrichi și Victor Rebengiuc.
Se spunea că: "Atunci când juca Aura pe scenă, senzația era că s-au oprit troleibuzele pe Magheru", mărturisește actorul Florin Zamfirescu (fost rector al UNATC) într-un interviu la TVR în 20-IX-2018. 
Aura Buzescu a murit în 1992 la București.
A fost căsătorită cu Alexandru Buzescu, fruntaș liberal care a administrat investițiile Brătienilor. Acesta a construit casa din Grădina Icoanei, lipită de Teatrul Luciei Sturza Bulandra, în care artista a locuit. Buzescu a fost și administrator general al Operei Române și membru în consiliul de administrație al Teatrului Național.
O stradă din București, în cartierul Vatra Luminoasă din sectorul 2, poartă numele actriței.

## Distincții
- Ordinul „Meritul Cultural” în gradul de Cavaler cl. II, pentru teatru (23 septembrie 1942)[9]
- titlul de Artist Emerit al Republicii Populare Române (28 aprilie 1951)[10]
- Ordinul Muncii clasa I (23 ianuarie 1953) „pentru merite deosebite, pentru realizări valoroase în artă și pentru activitate merituoasă”[11]
- titlul de Artist al poporului din Republica Populară Romînă (3 noiembrie 1956) „pentru merite deosebite în activitatea artistică”[12]
- Ordinul „Meritul Cultural” clasa I (6 noiembrie 1967) „pentru activitate îndelungată în teatru și merite deosebite în domeniul artei dramatice”[13]
- Ordinul „23 August” clasa a II-a (1971) „pentru merite deosebite în opera de construire a socialismului, cu prilejul aniversării a 50 de ani de la constituirea Partidului Comunist Român”[14]

## Opinii
- Ileana Berlogea laudă „forța ei de interiorizare, sobrietatea comunicării exterioare și puterea de convingere aproape telepatică, inexplicabilă...” (Rampa și ecranul), 2000
- Prof. univ. Florin Zamfirescu: „Aura Buzescu a avut aceeași măreție, același har incontestabil de a produce schimbări de esență în arta dramatică interpretativă”.[4]